# Goat's Weed
Goat's Weed è una cultivar di peperoncino della specie Capsicum annuum, originaria del Venezuela ed è una varietà considerata tradizionale, molto resistente e produttiva.

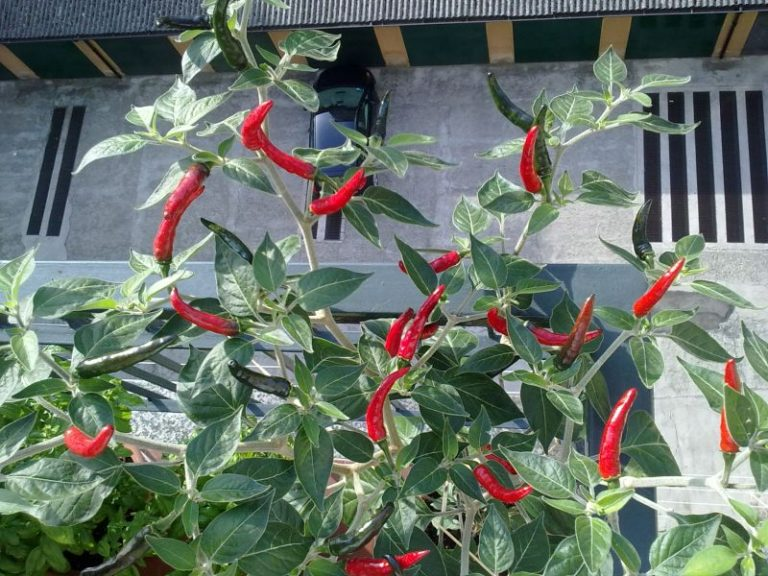
peperoncino Goat's Weed

Nella Scala di Scoville registra un valore di circa 80.000 SHU.
Il peperoncino Goat’s Weed è chiamato comunemente anche acrata (deriva dallo spagnolo àcrata = anarchico ed è ispirato dai colori rosso e nero della bandiera del movimento anarchico), peperoncino messicano, Chile v2 o Peperoncino dell’amore.